# 瑪麗·荷塞 (比利時)
瑪麗·荷塞（法語：Marie-José，1906年8月4日—2001年1月27日）是意大利王后和比利时公主。她的丈夫是意大利国王翁貝托二世。
玛丽·荷塞是比利时国王阿尔贝一世和巴伐利亚女公爵伊丽莎白的女儿。1930年她和时为意大利王储的翁貝托二世在意大利王国首都罗马结婚。婚后她生有一子三女。1946年意大利政体公投导致意大利王国灭亡、意大利共和国成立后，玛丽·荷塞一家短暫流亡到葡萄牙。她后来和丈夫分居并带孩子一起搬到瑞士居住。